# 松浦康一
松浦 康一（まつうら こういち、1993年8月3日 - ）は、ジャパンラグビーリーグワンNECグリーンロケッツ東葛に所属するラグビー選手。

## プロフィール
- 福岡県出身[1]。
- ポジションはセンター(CTB)。
- 身長 183 cm、体重 90 kg
- ニックネームはこういち。

## 略歴
鞘ヶ谷ラグビースクールでラグビーを始めた。
2012年、佐賀工業高校卒業後、明治大学に入る。　　
2016年、明治大学卒業後、NECグリーンロケッツ（現・NECグリーンロケッツ東葛）に加入。同年9月9日に行われたジャパンラグビートップリーグ第3節のNTTコミュニケーションズシャイニングアークス戦に途中出場で公式戦初出場を果たす。

## MV出演
- Carnavacation「だれも知らない」[5]